# Geschichtsverein der Diözese Rottenburg-Stuttgart
Der Geschichtsverein der Diözese Rottenburg-Stuttgart ist ein Verein mit Sitz in Rottenburg am Neckar, der das Ziel hat, wissenschaftliche Arbeiten zur Geschichte der Diözese Rottenburg-Stuttgart zu fördern. Hinzu tritt – so die Satzung aus dem Gründungsjahr 1979 – die Anregung, Förderung und Publizierung von wissenschaftlichen Arbeiten, die Zusammenfassung der in der Erforschung der regionalen Kirchengeschichte tätigen Kräfte, die Sorge um Monumente und Dokumente der Diözesangeschichte, die Vertiefung der diözesangeschichtlichen Kenntnisse, vor allem durch Vorträge, Führungen, Studienfahrten und Tagungen.

## Publikationen

### Rottenburger Jahrbuch für Kirchengeschichte
Jährlich erscheint das Rottenburger Jahrbuch für Kirchengeschichte (RJKG, auch RoJKG), in dem neueste Forschungen zur Kirchengeschichte veröffentlicht werden und das sich jeweils einem Hauptthema widmet (z. B. zu Männer- und Frauenorden, Genderdebatten des Christentums, Inszenierung des Papsttums in der Moderne, Adel und Kirche). Integriert sind ein Rezensionsteil und die Chronik des Geschichtsvereins, in der alle Informationen zu Publikationen und Veranstaltungen zur Verfügung stehen. Ein Inhaltsverzeichnis aller bisher publizierten Bände ist verfügbar. Alle Bände sind nach maximal 12 Monaten (moving wall) online verfügbar.

### Weitere Publikationen
- Matthias Erzberger. Für Demokratie und gegen den Obrigkeitsstaat. Hrsg. Geschichtsverein der Diözese Rottenburg-Stuttgart unter Mitwirkung des Hauses der Geschichte Baden-Württemberg. Redaktion Maria E. Gründig. Mit Beiträgen von Gabriele Clemens, Christopher Dowe, Maria E. Gründig, Anna Karla, Jörn Leonhard, Stefanie Middendorf und Jörg Zedler. Stuttgart 2023.
- Geschichte der Diözese Rottenburg-Stuttgart. Hrsg. von Andreas Holzem und Wolfgang Zimmermann im Auftrag des Geschichtsvereins. Thorbecke, Ostfildern 2019.
- Um seines Gewissens willen. Bischof Joannes Baptista Sproll zum 60. Todestag. Redaktion Maria E. Gründig. Thorbecke, Ostfildern 2010.
- Kirche im Königreich Württemberg 1806–1918. Redaktion Maria E. Gründig. Selbstverlag, Stuttgart 2008.
- Württembergisches Klosterbuch. Klöster, Stifte und Ordensgemeinschaften von den Anfängen bis in die Gegenwart. Thorbecke, Ostfildern 2003.

## Aktivitäten

### Wissenschaftliche Jahrestagungen
Jährlich eine mehrtägige Tagung in Weingarten (bei Ravensburg) in Kooperation mit der Akademie der Diözese Rottenburg-Stuttgart.

### Bischof Carl-Joseph-von-Hefele-Preis
Vergabe an Studierende, die z. B. in ihren Diplomarbeiten wichtige Beiträge zur Erforschung der Kirchengeschichte des südwestdeutschen Raumes, insbesondere der Diözese Rottenburg-Stuttgart, geleistet haben.

### Studientage mit Jahresversammlung
Seit 1978 an wechselnden Orten in der Diözese und verschiedenen Themen.

### Workshops für historisch Interessierte
Für Studierende und für Nicht-Historiker, die erfahren wollen, wie in Archiven (hier: Diözesanarchiv Rottenburg) geforscht werden kann.

### Stuttgarter Gespräche zur historisch-politischen Kultur
Seit 2009 in Stuttgart im Haus der Katholischen Kirche. Ein aktuell kontrovers (auch emotional) diskutiertes Thema soll rational behandelt werden, indem die historischen (Entstehungs-)Zusammenhänge dargestellt, aktuelle Entwicklungen vertieft werden und über Optionen zum Umgang mit diesem Thema nachgedacht und diskutiert wird.

## Organisation

### Protektor
Protektor ist der Bischof der Diözese Rottenburg-Stuttgart. Bis zum 4. Dezember 2023 war dies Gebhard Fürst.

### Vorsitzender
Der Vorsitzende und seine beiden Stellvertreter werden durch den Vorstand gewählt.

### Vorsitzende, Vorstand und Geschäftsführung
Der Vorstand besteht aus neun Personen, die von der Mitgliederversammlung für fünf Jahre gewählt werden.